# Rihito Yamamoto
Rihito Yamamoto (山本 理仁, Yamamoto Rihito), né le 12 décembre 2001 à Kanagawa au Japon, est un footballeur japonais évoluant au poste de milieu défensif au Saint-Trond VV.

## Biographie

### En club
Né dans la Préfecture de Kanagawa au Japon, Rihito Yamamoto est formé par le Tokyo Verdy. Le club évolue en deuxième division japonaise lorsqu'il fait sa première apparition en professionnel, dans cette compétition, le 5 mai 2019 contre le V-Varen Nagasaki. Il entre en jeu et son équipe s'impose par deux buts à un.
Yamamoto inscrit son premier but en professionnel le 29 juin 2020, lors d'une rencontre de championnat face au Kyoto Sanga FC. Il est titularisé et participe à la victoire de son équipe par deux buts à zéro.
Le 24 juillet 2022, il rejoint le Gamba Osaka, où il découvre la première division japonaise, jouant son premier match dans cette compétition contre le Kashiwa Reysol. Il entre en jeu et les deux équipes se neutralisent (0-0 score final).
Le 30 juin 2023, Rihito Yamamoto rejoint la Belgique afin de s'engager en faveur du Saint-Trond VV sous la forme d'un prêt d'une saison avec option d'achat.

### En sélection
Il joue un seul match avec l'équipe du Japon des moins de 17 ans, le 26 février 2018 contre la Russie (2-2 score final).